# Longjumeau
Longjumeau, äldre stavning Lonjumeau, är en stad och kommun i departementet Essonne i regionen Île-de-France i norra Frankrike. Kommunen ligger i kantonen Longjumeau som tillhör arrondissementet Palaiseau. År 2022 hade Longjumeau 20 470 invånare.
Orten är en förort till Paris, belägen 18,2 kilometer söder om stadskärnan. Den 23 mars 1568 avslutades det andra Hugenottkriget i freden i Lonjumeau.
Lenin bodde i Longjumeau under sin exil 1911. Han träffade där 1909 Inessa Armand och beslöt att i Lonjumeau inrätta en partiskola, vilken blev verklighet 1911. Inessa blev sedermera Lenins älskarinna.

## Befolkningsutveckling
Antalet invånare i kommunen Longjumeau
| Referens: INSEE |